# Neocunaxoides grandis
Neocunaxoides grandis är en spindeldjursart som beskrevs av Corpuz-Raros 1996. Neocunaxoides grandis ingår i släktet Neocunaxoides och familjen Cunaxidae. Inga underarter finns listade i Catalogue of Life.